# Cembratall
Cembratall (Pinus cembra, även kallad brödtall) är en art av släktet tallar. Den har långa barr (mer än 5 cm) som sitter i knippen om fem. Cembratallens frön saknar vingar och är nästan av en hasselnöts storlek. Eftersom de innehåller mycket näring är de en begärlig föda för olika fågelarter, t.ex. nötkråkan. I Sverige ses cembratallen som odlad i parker och trädgårdar, och den finns planterad runt många norrländska järnvägsstationer, det var SJ som i slutet av 1800-talet och i början av 1900-talet mycket medvetet planterade ut dessa träd för att sprida parkkultur. Cembratallens hemvist är Alperna och Karpaterna. En underart (Pinus cembra ssp sibirica) hör hemma i Sibirien. I Sverige kan cembratallen spridas med nötkråkan som samlar och lagrar fröerna i gömställen i skogarna, och inom några kilometers avstånd från odlade cembratallar kan förvildade sådana därigenom hittas på oväntade platser. Vissa år när födan tryter i Sibirien kommer den sibiriska, smalnäbbade nötkråkan hit till Sverige som en invasion. De har då en särskild förmåga att hitta befintliga cembratallar. Överhuvudtaget kan man säga att nötkråkor och cembratallar hör intimt ihop och gynnar varandras ömsesidiga fortlevnad.
Den sibiriska underarten kallas också sibiriskt cederträd. I Ryssland är det en symbol för kraft, ett långt liv, hälsa och stabilitet. Den sibiriska cembratallen blir 35-45 meter hög och 1,5-2 meter i diameter. Den växer väldigt sakta och lever 300-500 år.

## Externa länkar

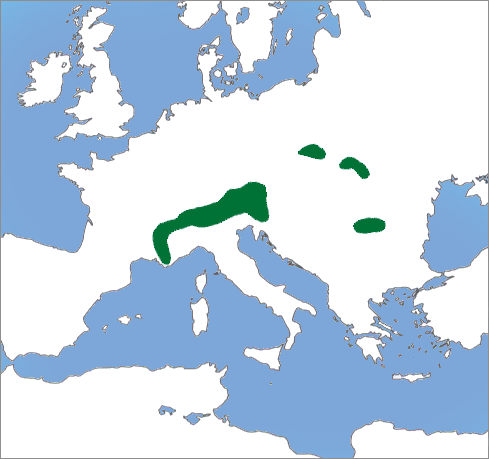
Utbredningskarta för Pinus cembra, dock utan den sibiriska underarten.

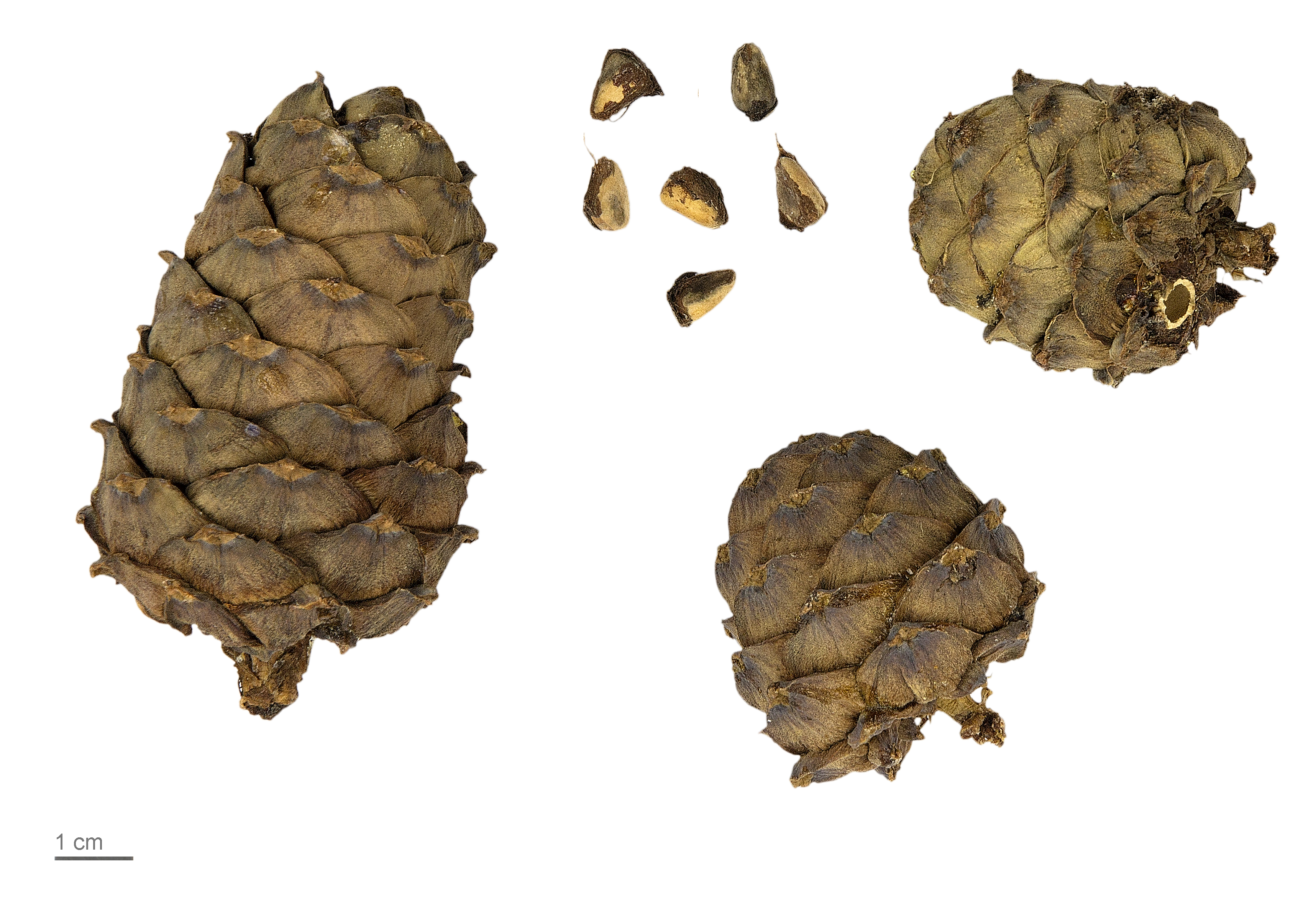
Pinus cembra

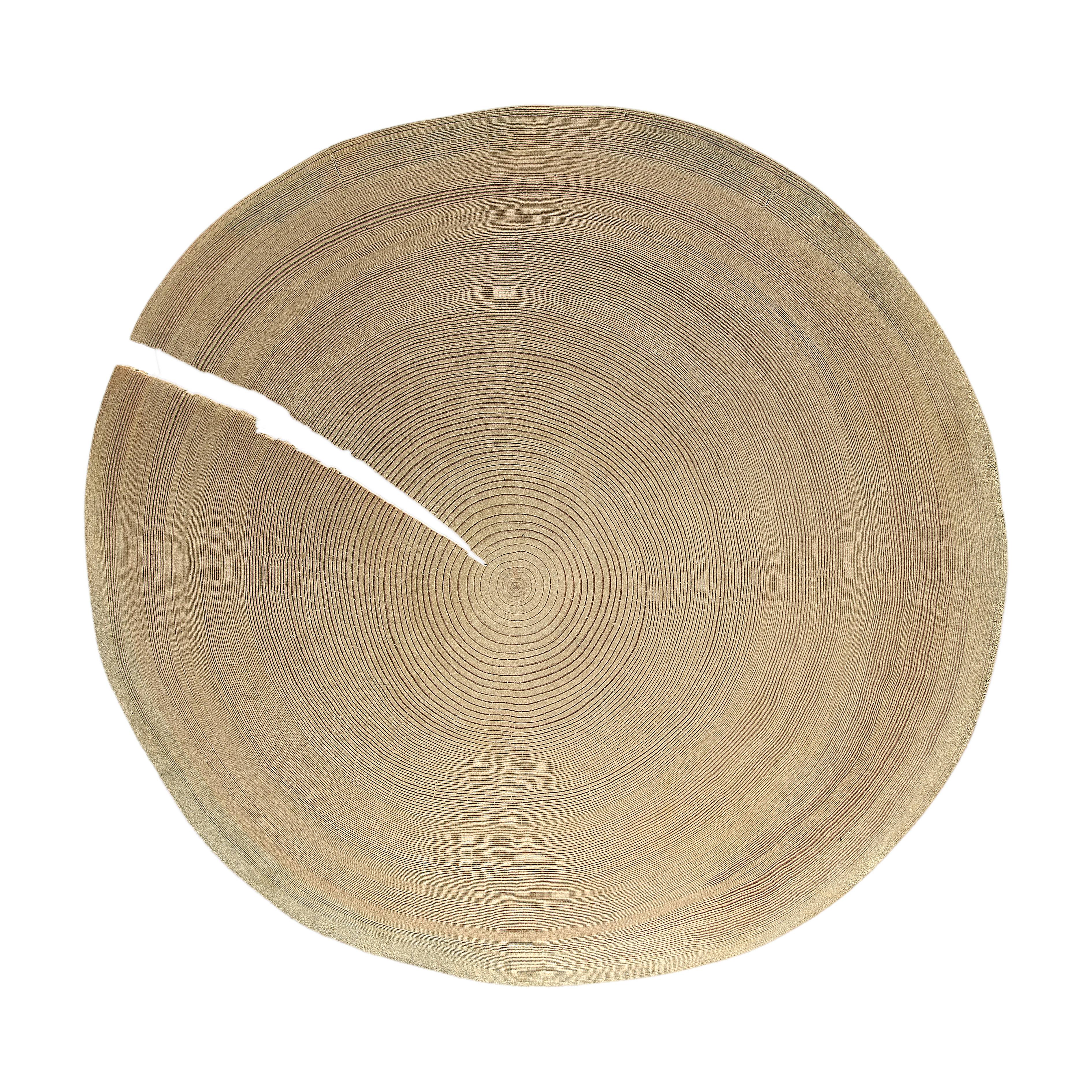
Pinus cembra